# Improvisació 19
Improvisació 19 és una pintura a l'oli sobre tela realitzada el 1911 per Vassili Kandinski.

## Crtítica
Annegret Hoberg, conservadora de la Städtische Galerie-Lenbachhaus de Múnic, que compta amb diverses obres de Kandinski, entre elles, aquesta, va escriure sobre aquesta obra en el catàleg de l'exposició:
"...Sembla com si un ritual desconegut succeís a Improvisació 19, una espècie d'iniciació i il·lustració de figures, que es poden entendre com a novicis. S'hi veuen figures translúcides de contorns únicament negres. A l'esquerra hi ha una processó de formes més petites que pressionen endavant, seguides per ombres de colors. La part més gran de l'obra, tanmateix, és plena d'un blau fantàstic, sobrenatural, que també brilla a través del grup de figures que es mostren a la dreta, que semblen moure's amb la destinació fora del quadre. L'impacte espiritual d'aquestes figures llargues i incorpòries radica tant en llur uniformitat (és a dir, totes tenen la mateixa altura, com en les imatge romanes d'Orient de sants) i en el fet que el blau profund, quasi una ombra violeta en els seus caps, pot simbolitzar l'extinció o la transició... Aquesta obra subratlla l'expectativa gairebé messiànica de la salvació a través de la pintura que tenia Kandinski..."